# Wyżyna Czesko-Morawska

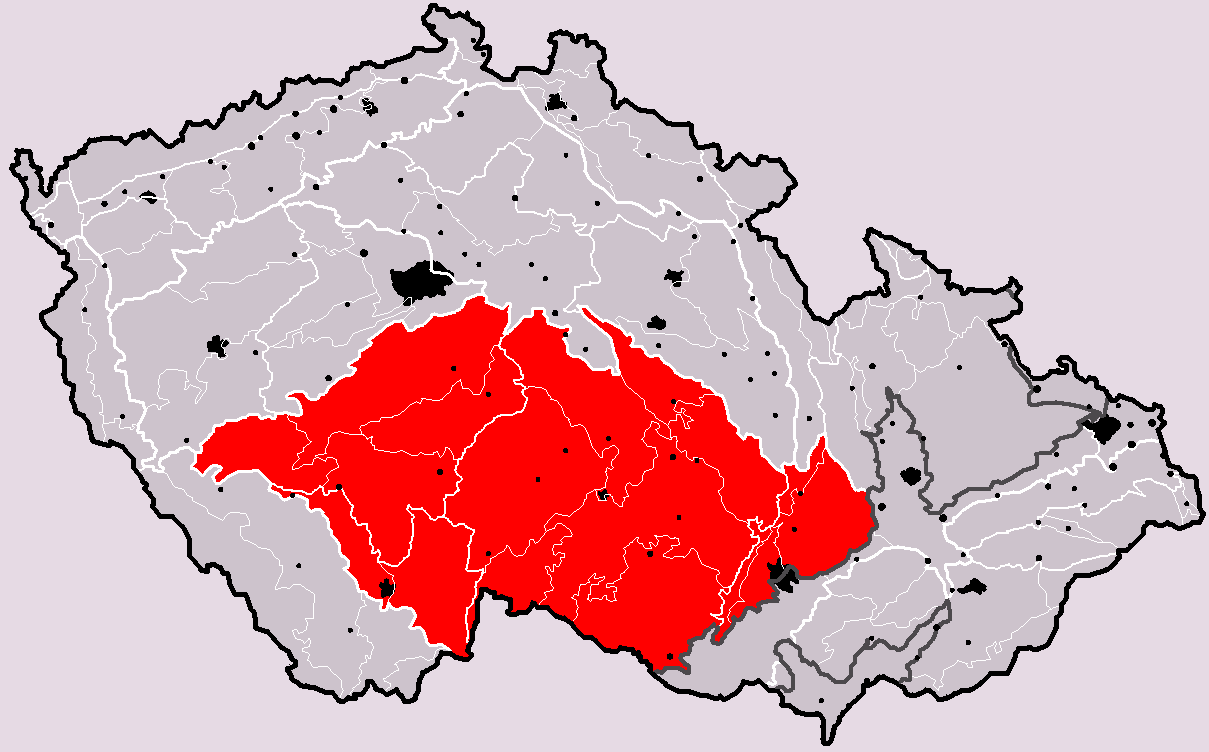
Położenie Wyżyny Czesko-Morawskiej

Wyżyna Czesko-Morawska, Wyżyna Czeskomorawska (czes. Českomoravská subprovincie lub Česko-moravská subprovincie lub Česko-moravská soustava, niem. Böhmisch-Mährische Subprovinz) – podprowincja w obrębie Masywu Czeskiego, leżąca w jego południowej części.
Obejmuje południowo-wschodnią część Czech oraz południowo-zachodnią część Moraw, a także niewielki fragment północnej Austrii.
Jest to kraina górzysta i pagórkowata. Najwyższym wzniesieniem są Javořice w Górach Jihlawskich (czes. Jihlavské vrchy).
Leży w dorzeczu Łaby i Dunaju.
W obrębie Czech oraz Masywu Czeskiego graniczy z Krainą Szumawską (czes. Šumavská subprovincie), Wyżyną Berounki (czes. Poberounská subprovincie), Płytą Czeską (czes. Česká tabule), Sudetami (czes. Krkonošsko-jesenická subprovincie), Podkarpaciem (czes. Vněkarpatské sníženiny).

## Podział
Wyżyna Czesko-Morawska:
- Wyżyna Środkowoczeska (Středočeská pahorkatina)
  - Wyżyna Beneszowska (czes. Benešovská pahorkatina)
    - Pogórze Dobrzyskie (czes. Dobříšská pahorkatina)
    - Pogórze Brzeźnickie (czes. Březnická pahorkatina)

  - Wyżyna Wlaszimska (czes. Vlašimská pahorkatina)
    - Pogórze Mladowożyckie (czes. Mladovožická pahorkatina)
    - Pogórze Wotyckie (czes. Votická pahorkatina)

  - Wyżyna Taborska (czes. Táborská pahorkatina)
    - Pogórze Piseckie (czes. Písecká pahorkatina)
    - Pogórze Sobiesławskie (czes. Soběslavská pahorkatina)

  - Wyżyna Blateńska (czes. Blatenská pahorkatina)
    - Pogórze Horażdowickie (czes. Horažďovická pahorkatina)
    - Wyżyna Nepomucka (czes. Nepomucká vrchovina)

- Kotliny Południowoczeskie (Jihočeské pánvě)
  - Kotlina Czeskobudziejowicka (czes. Českobudějovická pánev)
    - Kotlina Putimska (czes. Putimská pánev)
    - Kotlina Blatska (czes. Blatská pánev)

  - Kotlina Trzebońska (czes. Třeboňská pánev)
    - Próg Liszowski (czes. Lišovský práh)
    - Niecka Łomnicka (czes. Lomnická pánev)
    - Pogórze Kardoszerzecickie (czes. Kardošeřečická pahorkatina)

- Masyw Czesko-Morawski (Českomoravská vrchovina)
  - Pogórze Górnosazawskie (czes. Hornosázavská pahorkatina)
    - Równina Kutnohorska (czes. Kutnohorská plošina)
    - Pogórze Swietelskie (czes. Světelská pahorkatina)
    - Pogórze Hawliczkobrodskie (czes. Havlíčkobrodská pahorkatina)
    - Rów Jihlawsko-Sazawski (czes. Jihlavsko-sázavská brázda)

  - Góry Żelazne (czes. Železné hory)
    - Pogórze Chwaletickie (czes. Chvaletická pahorkatina)
    - Wyżyna Seczska (czes. Sečská vrchovina)

  - Wyżyna Górnoswratecka (czes. Hornosvratecká vrchovina)
    - Góry Zdziarskie (czes. Žďárské vrchy)
    - Wyżyna Nedwiedzicka (czes. Nedvědická vrchovina)

  - Wyżyna Krzemesznicka (czes. Křemešnická vrchovina)
    - Pogórze Jindrzichohradeckie (czes. Jindřichohradecká pahorkatina)
    - Pogórze Pacowskie (czes. Pacovská pahorkatina)
    - Pogórze Żeliwskie (czes. Želivská pahorkatina)
    - Wyżyna Humpolecka (czes. Humpolecká vrchovina)

  - Wyżyna Jaworzycka (czes. Javořická vrchovina)
    - Góry Jihlawskie (czes. Jihlavské vrchy)
    - Wyżyna Nowobystrzycka (czes. Novobystřická vrchovina)

  - Wyżyna Krzyżanowska (czes. Křižanovská vrchovina)
    - Wyżyna Biteszska (czes. Bítešská vrchovina)
    - Wyżyna Bratnicka (czes. Brtnická vrchovina)
    - Kotlina Daczyńska (czes. Dačická kotlina)

  - Wyżyna Jewiszowicka (czes. Jevišovická pahorkatina)
    - Kotlina Jemnicka (czes. Jemnická kotlina)
    - Pogórze Bitowskie (czes. Bítovská pahorkatina)
    - Kotlina Jaromierzycka (czes. Jaroměřická kotlina)
    - Pogórze Znojemskie (czes. Znojemská pahorkatina)

- Wyżyna Brneńska (Brnenská vrchovina)
  - Rów Boskowicki (czes. Boskovická brázda)
    - Malá Haná
    - Rów Oslawański (czes. Oslavanská brázda)

  - Wyżyna Drahańska (czes. Drahanská vrchovina)
    - Wyżyna Adamowska (czes. Adamovská vrchovina)
    - Wyżyna Konicka (czes. Konická vrchovina)
    - Kras Morawski (czes. Moravský kras)

  - Wyżyna Bobrawska (czes. Bobravská vrchovina)
    - Las Bohuticki (czes. Bohutický les)
    - Las Krumlowski (czes. Krumlovský les)
    - Wyżyna Hlińska (czes. Hlínská vrchovina)